# Život je sklopio krug
Chansons représentant la Yougoslavie au Concours Eurovision de la chanson
Brodovi
(1963) Čežnja
(1965)
Život je sklopio krug (en serbe cyrillique : Живот је склопио круг, « La vie forme une boucle ») est une chanson écrite par Stevan Raičković et interprétée par le chanteur yougoslave bosnien Sabahudin Kurt.
C'est la chanson représentant la Yougoslavie au Concours Eurovision de la chanson 1964.

## À l'Eurovision

### Sélection
La chanson Život je sklopio krug est sélectionnée le 5 février 1964 par Radio-Televizija Sarajevo et la Jugoslovenska Radio-Televizija, en remportant la finale nationale Pjesma Eurovizije 1964, pour représenter la Yougoslavie au Concours Eurovision de la chanson 1964 le 21 mars à Copenhague, au Danemark.

### À Copenhague
La chanson est intégralement interprétée en serbo-croate, l'une des langues officielles de la Yougoslavie, comme le veut la coutume avant 1966. L'orchestre est dirigé par Radivoj Spasić.
Život je sklopio krug est la treizième chanson interprétée lors de la soirée du concours, suivant la chanson lauréate de l'Eurovision 1964 Non ho l'età de Gigliola Cinquetti pour l'Italie et précédant I miei pensieri d'Anita Traversi pour la Suisse.
À l'issue du vote, elle ne réussit pas à obtenir des points, se classant par conséquent 13e et dernière — à égalité avec Man gewöhnt sich so schnell an das Schöne de Nora Nova pour l'Allemagne, Oração d'António Calvário pour le Portugal et I miei pensieri d'Anita Traversi pour la Suisse — sur 16 chansons,. C'est la première fois que la chanson représentant la Yougoslavie termine dernière à l'Eurovision.